# ایدی بوثروید
ادرین نیل بوثروید (به انگلیسی: Adrian Neil Boothroyd)؛ (زاده ۸ فوریه ۱۹۷۱) بازیکن فوتبال سابق انگلیسی است و اخیراً سرمربی تیم زیر ۲۱ سال انگلستان بوده‌است.
در سطح باشگاهی از سال ۲۰۰۵ تا ۲۰۰۸، سرمربی واتفورد بود. در زمان حضورش در این تیم، به عنوان یکی از بهترین مربیان جوان در انگلستان شناخته می‌شد. هنگام جدایی، او جوان‌ترین و دومین مربی بادوام در آن دسته بود.
پس از آن، بوثروید دوران کوتاهی در کولچستر یونایتد و کاونتری سیتی داشت. در سال ۲۰۱۱، او جایگزین گری جانسون در نورث‌همپتون تَون شد. پس از نجات باشگاه از سقوط در فصل ۱۲–۲۰۱۱، آنها را به فینال پلی‌آف لیگ دسته دو در مه ۲۰۱۳ رساند، اگرچه حضور در فینال با پیروزی همراه نشد. پس از شروعی ضعیف در فصل ۱۴–۲۰۱۳، او در ۲۱ دسامبر ۲۰۱۳ از سمتش کنار گذاشته شد، در حالیکه تیمش در رده آخر لیگ فوتبال قرار داشت.

## دوران بازی
بوثروید در اکلشیل، وست رایدینگ یورکشایر به دنیا آمد. او کارش را به عنوان بازیکن تیم جوانان در هادرزفیلد تَون شروع کرد و اولین بازی خود را برای تیم اول باشگاه در سال ۱۹۸۹ انجام داد. او ۱۰ بازی در لیگ انجام داد تا آنکه در سال ۱۹۹۰ به بریستول روورز رفت و ۱۶ بازی برای این تیم ثبت کرد. پس از مدت کوتاهی به هارت آو میدلوثین در اسکاتلند پیوست و در برد ۶–۰ مقابل هانتلی در جام حذفی سال ۱۹۹۳، دو گل به ثمر رساند. سپس با منزفیلد تاون قرارداد امضا کرد و ۱۰۲ بازی برایشان انجام داد و در دوران حضورش، سه گل به ثمر رساند. در سال ۱۹۹۶، باشگاه را به مقصد پیتربرو یونایتد ترک کرد. بوثروید پس از انجام ۲۶ بازی و به ثمر رساندن یک گل دچار مصدومیتی شد که دوران حرفه‌ای بازی او را پایان داد و در سال ۱۹۹۸ از فوتبال کناره‌گیری کرد.

## دوران مربیگری
بوثروید پس از اتمام دوران بازی خود در پیتربرو یونایتد، به عنوان مربی تیم‌های زیر ۱۷ و زیر ۱۹ سال و تیم‌های ذخیره باشگاه منصوب شد. تفکر تاکتیکی او روشن شد و انگیزه گرفت و در سال ۲۰۰۱ پیتربرو را ترک کرد و به نوریچ سیتی پیوست تا تحت هدایت نایجل ورتینگتون، مربی تیم جوانان باشد. پس از دو سال حضور در کارو رود، در اکتبر ۲۰۰۳ بوثروید به وست برومویچ آلبیون رفت تا مسئول توسعه جوانان و مدیر فنی آنها شود. در ژوئیه ۲۰۰۴ با کسب جایگاه مربیگری تیم اصلی لیدز یونایتد، دوران کوتاه او در هوثورنز به آخر رسید.

### واتفورد

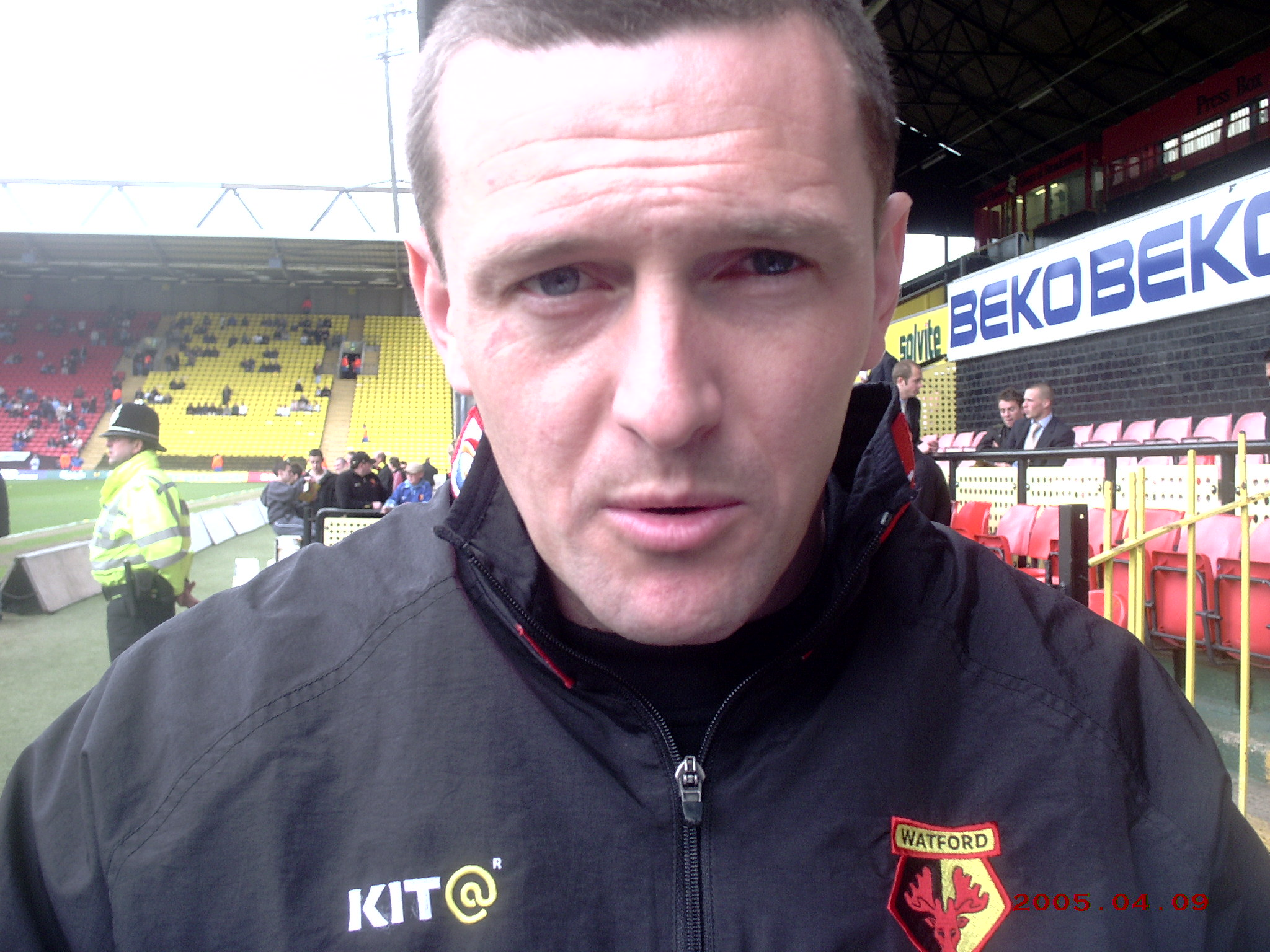
بوثروید به عنوان مربی واتفورد، ۲۰۰۵

بوثروید در مارس ۲۰۰۵ در سن ۳۴ سالگی به عنوان سرمربی واتفورد معرفی شد. علیرغم بدبینی اولیه طرفداران واتفورد نسبت به او، هیئت مدیره پای انتخاب خود ایستاد و باشگاه وارد دوره جدیدی تحت هدایت بوثروید شد. او توانست با تیمش را به پیروزی ۱–۰ مقابل استوک سیتی و روترهام یونایتد برساند و باشگاه را از سقوط دور کند.
در آغاز فصل ۰۶–۲۰۰۵، بوثروید اظهار داشت که هدف تیمش در فصل آتی، صعود به لیگ برتر است، اگرچه بسیاری از کارشناسان سقوط این باشگاه را انتظار داشتند. با پیشروی فصل، تیم اعتماد به نفس بیشتری پیدا کرد و نهایتا در رده سوم قرار گرفت و به بازی‌های پلی‌آف صعود راه پیدا کرد. پس از غلبه بر کریستال پالاس در نیمه نهایی در دو بازی رفت و برگشت، لیدز یونایتد را در فینال با سه گل شکست دادند و به لیگ برتر رسیدند. در کنار بهبود چشمگیر نتایج واتفورد در اولین فصل مربیگری بوتروید، او برنده بهترین مربی ماه چمپیونشیپ در فوریه ۲۰۰۶ شد. برای فصل ۰۷–۲۰۰۶، بوثروید کارش را به عنوان سرمربی واتفورد ادامه داد، اما واتفورد در رده بیستم قرار گرفت و سقوط کرد. با این وجود به نیمه نهایی جام حذفی رسیدند و یک قرارداد جدید سه ساله، پاداش بوثروید شد. در ژوئیه ۲۰۰۶، او مجوز حرفه‌ای یوفا را در زمینه مربیگری تکمیل کرد.

«بازیکنان حرفه‌ای باید رفتار حرفه‌ای داشته باشند. آنها وظیفه‌ای دارند که باید عملی‌اش کنند، گوش دهند و یاد بگیرند، بازی‌های خود را تماشا کنند و اشتباهاتشان را تجزیه و تحلیل کنند تا پیشرفت کنند. اگر به این شرایط تن نمی‌دهند، گم شوند و با رفقایشان بروند سراغ گلف. خیلی کفری می‌شوم چرا که خود من، همچین آدمی بودم. من آدم پول‌پرستی بودم که با انتقال آزاد از یک باشگاه به باشگاه دیگر می‌رفتم و حقیقتا، فوتبال نباید اینگونه باشد.»

ایدی بوثروید
فصل ۰۸–۲۰۰۷ شروع خوبی داست و پس از نوزده هفته، واتفورد با ۱۲ امتیاز اختلاف صدرنشین چمپیونشیپ بود. پس از اینکه واتفورد رکورد ۱۰۰٪ پیروزی را در اکتبر حفظ کرد، بوثروید در اکتبر ۲۰۰۷، به عنوان مربی ماه چمپیونشیپ انتخاب شد. با این حال، واتفورد در نیم فصل دوم افت کرد و گزینش بازیکنان در ترکیب تیم، سبک بازی مستقیم بوثروید و عملکردش در بازار نقل و انتقالات، مورد انتقاد قرار گرفت. در سیزده بازی آخر فصل، واتفورد تنها یک پیروزی کسب کرد و بازی‌های پلی‌آف را به طور کلی از دست رفته می‌دید، اما یک تساوی ۱–۱ مقابل بلکپول جایگاه ششم آنها را تضمین کرد و با تفاضل گل بهتر، بالاتر از ولورهمپتون ایستادند. در مرحله نیمه‌نهایی پلی‌آف صعود، به مصاف هال سیتی رفتند و ۲–۰ در ویکاریج رود و ۴–۱ در خانه حریف شکست خوردند.
با از دست رفتن فرصت بازگشت به لیگ برتر، بوثروید اعلام کرد، قصد دارد تیم را برای فصل بعد بازسازی کند و همچنین سبک بازی تیمش را تغییر دهد. با این حال، او در ۳ نوامبر ۲۰۰۸، پس از شکست خانگی مقابل بلکپول، تیم را با رضایت طرفین ترک کرد.

## افتخارات

### به عنوان مربی

#### واتفورد
- چمپیونشیپ قهرمان پلی‌آف: ۲۰۰۶

#### انگلیس زیر-۲۱
- مسابقات تولون: ۲۰۱۸

## آمار مربیگری
تا تاریخ ۳۱ مارس ۲۰۲۱
| تیم             | از              | تا             | آمار | آمار | آمار | آمار | آمار | منبع   |
| تیم             | از              | تا             | بازی | پ.   | ت.   | ش.   | ٪برد | منبع   |
| --------------- | --------------- | -------------- | ---- | ---- | ---- | ---- | ---- | ------ |
| واتفورد         | ۲۹ مارس ۲۰۰۵    | ۳ نوامبر ۲۰۰۸  | ۱۷۶  | ۶۵   | ۵۱   | ۶۰   | ۰۳۷  | [ ۱۸ ] |
| کولچستر یونایتد | ۲ سپتامبر ۲۰۰۹  | ۲۰ مه ۲۰۱۰     | ۴۴   | ۱۹   | ۱۲   | ۱۳   | ۰۴۳  | [ ۱۸ ] |
| کاونتری سیتی    | ۲۰ مه ۲۰۱۰      | ۱۴ مارس ۲۰۱۱   | ۳۹   | ۱۲   | ۸    | ۱۹   | ۰۳۱  | [ ۱۸ ] |
| نورث‌همپتون تَون  | ۳۰ نوامبر ۲۰۱۱  | ۲۱ دسامبر ۲۰۱۳ | ۱۰۸  | ۳۹   | ۲۶   | ۴۳   | ۰۳۶  | [ ۱۸ ] |
| انگلستان زیر ۲۱ | ۲۸ سپتامبر ۲۰۱۶ | ۱۶ آوریل ۲۰۲۱  | ۴۸   | ۳۱   | ۸    | ۹    | ۰۶۵  | [ ۱۹ ] |
| مجموع           | مجموع           | مجموع          | ۴۱۵  | ۱۶۶  | ۱۰۵  | ۱۴۴  | ۰۴۰  | —      |